# 坂口宏
坂口 宏（さかぐち ひろし、明治40年（1907年）7月11日 - 没年不明）は、日本の実業家。
実業家2代坂口平兵衛の従弟にあたる。

## 経歴
鳥取県米子市出身。坂口武市の長男。
昭和7年（1932年）京都帝国大学法学部卒業。東京芝浦電気入社。昭和20年（1945年）退職、ヤマサ電気工業所創立所長就任。

## 人物像
趣味はスポーツ、住所は米子市西町。

## 家族・親族

### 坂口家
（鳥取県米子市尾高町、米子市西町）
- 父・武市（鳥取県平民[2]、実業家、政治家）
明治16年（1883年）7月生 -　昭和33年（1958年）3月没
- 母・ふみ子（坂口常次郎の長女、初代坂口平兵衛の養子[3]）
- 弟、妹
- 妻・尹久子[1]（島根県掛合町[1]、白築文重郎の妹[1]）
- 子供[1]